# Wilton Taylor
Wilton Taylor (1869 – 24 gennaio 1925) è stato un attore statunitense che iniziò la sua carriera a teatro, apparendo anche a Broadway, nella produzione originale di Within the Law, un dramma portato al successo nel 1912 da Jane Cowl.
Al cinema, la sua prima apparizione sullo schermo risale a metà degli anni dieci. Interpretò una trentina di film, rivestendo di solito i panni di uomini burberi o di personaggi autorevoli, come giudici, uomini politici o funzionari di polizia.

## Filmografia
- After the Ball, regia di Pierce Kingsley (1914)
- Il re dell'audacia (The Gray Ghost), regia di Stuart Paton - serial (1917)
- The Spotted Lily, regia di Harry Solter (1917)
- Donne selvagge (Wild Women), regia di John Ford (1918)
- Peggy Does Her Darndest, regia di George D. Baker (1919)
- Blackie's Redemption, regia di John Ince (1919)
- Whom the Gods Would Destroy, regia di Frank Borzage (1919)
- The Love Burglar, regia di James Cruze (1919)
- Love Insurance, regia di Donald Crisp (1919)
- The Lottery Man, regia di James Cruze (1919)
- The Girl from Outside, regia di Reginald Barker (1919)
- The Prince and Betty, regia di Robert Thornby (1919)
- L'isola del tesoro (Treasure Island), regia di Maurice Tourneur (1920)
- Alias Jimmy Valentine, regia di Edmund Mortimer, Arthur Ripley (1920)
- L'isola del terrore (Terror Island), regia di James Cruze (1920)
- One Hour Before Dawn, regia di Henry King (1920)
- Half a Chance, regia di Robert Thornby (1920)
- Il fuorilegge (Outside the Law), regia di Tod Browning (1920)
- The Little Clown, regia di Thomas N. Heffron (1921)
- The Last Card, regia di Bayard Veiller (1921)
- Traveling Salesman, regia di Joseph Henabery (1921)
- Fatty petroliere (Gasoline Gus), regia di James Cruze (1921)
- The Cave Girl, regia di Joseph Franz (1921)
- The Lane That Had No Turning, regia di Victor Fleming (1922)
- Sherlock Brown, regia di Bayard Veiller (1922)
- Human Hearts, regia di King Baggot (1922)
- Broad Daylight, regia di Irving Cummings (1922)
- Ridin' Wild, regia di Nat Ross (1922)
- Madness of Youth, regia di Jerome Storm (1923)
- The Drivin' Fool, regia di Robert T. Thornby (1923)